# Silver Forest
Silver Forest是日本的一個同人社團，愛稱「銀森」、「シルフォレ」。

## 概要
Silver Forest以製作東方Project同人音樂為主，代表人物有NYO（作詞、作曲、編曲以及吉他、鍵盤演奏）、さゆり（歌手）、Nano（作詞兼歌手）等等。自從2006年4月網站開設以來，先後推出過數十張的音樂專輯，以東方Project的背景音樂編曲佔大多數，亦有不少是原創的。Silver Forest早期的音樂專輯都是以純音樂為主，後來都是純音樂和人聲歌曲各佔一半。歌曲類型除了有一般的trance、搖滾樂等，不少更是惡搞系的電波歌曲。在2008年之前的一些專輯中也有收錄廣播劇，最後漸漸式微。
Silver Forest的成名作是收錄於專輯「東方萃奏樂」內的歌曲「つるぺったん」，一首以《東方永夜抄》的音樂「竹取飛翔 ～ Lunatic Princess」加上其他各種題材為基本的惡搞電波歌曲，在NICONICO動畫享有極高的人氣。

## 歷史
- 2006年

4月－建立官方網站
5月21日－在當日於「博麗神社例大祭3」活動發售第一張音樂專輯，直至2009年夏共發行過20張。
- 2007年

4月22日－Sunshine Creation 35發行的專輯「東方萃奏楽」收錄的歌曲「つるぺったん」在NICONICO動畫引起廣大注目。
12月31日－Comic Market 73發行的專輯「東方蒼天歌」收錄的「sweet little sister」在NICONICO動畫上引起另一股熱潮歡迎。而「つるぺったん」及收錄在東方蒼天歌的歌曲「ケロ⑨destiny」更先後獲組曲「NICONICO動畫」採用。
- 2008年

12月21日－出演「アニメソングDelight episode.7th」。
- 2009年

5月24日－與另外兩個同人組織SOUND HOLIC及SYNC.ART'S共同舉辦「Project.S 2nd stage（页面存档备份，存于）」活動。
- 2012年

05月18日宣佈解散。
- 2013年

12月「復活」。

## 作品一覽
- （2006年5月21日，例大祭3，已絕貨）
- CHERRY PHANTASM（2006年6月19日，Sunshine Creation 32，已絕貨）
- （2006年8月13日，Comic Market 70）
- （2006年12月31日，Comic Market 71，已絕貨）
- GRAZE（页面存档备份，存于）（2007年2月11日，Sunshine Creation 34）
- （2007年4月22日，Sunshine Creation 35）
- Phantasm Brigade（2007年5月20日，例大祭4）
- （2007年8月17日，Comic Market 72）
- Sentence（2007年10月8日，Sunshine Creation 37、M3-2007秋）
- （2007年12月31日，Comic Market 73）

1. （2008年2月10日，Sunshine Creation 38，已絕貨）

- （2008年5月25日，例大祭5）
- Reincarnation（2008年8月16日，Comic Market 74）
- Rebirth（2008年8月16日，Comic Market 74）
- （2008年10月13日，M3-2008秋）
- （2008年12月29日，Comic Market 75）
- （2009年3月8日，例大祭6）
- Lunatic Beat（2009年3月8日，例大祭6）
- （2009年8月15日，Comic Market 76）
- （2009年8月15日，Comic Market 76）
- （2009年12月30日，Comic Market 77）
- （2009年12月30日，Comic Market 77）
- （2010年3月14日，例大祭7）
- （2010年3月14日，例大祭7）
- （2010年8月14日，Comic Market 78）
- （2010年8月14日，Comic Market 78）

## 其他參加作品
- （とろろ.net，2007年12月31日，Comic Market 73）
- Origin（project γ，2008年8月16日，Comic Market 74）
- （SYNC.ART'S，2008年8月16日，Comic Market 74）
- Rebirth（project γ，2008年12月29日，Comic Market 75）
- Leap（project γ，2008年12月29日，Comic Market 75）
- （IOSYS，2008年12月29日，Comic Market 75）
- （とろろ.net，2008年12月29日，Comic Market 75）
- （SOUND HOLIC，2009年8月15日，Comic Market 76）
- （セブンスへブンMAXION，2009年8月15日，Comic Market 76）
- （SYNC.ART'S，2009年8月15日，Comic Market 76）
- （2009年8月15日，Comic Market 76）
- （2009年8月15日，Comic Market 76）
- DYSTOPIA（A-One，2009年12月30日，Comic Market 77）
- PLUG IN PLUG OUT（A-One，2010年3月14日，例大祭7）
- TRATRA -Extra Track-（SYNC.ART'S，2010年6月20日，とら祭り2010）

## 現任成員
- NYO

主要的作詞、作曲、編曲人。
- bit

網站管理人，亦有參與不少作詞（主要是電波曲的作詞）。
- 楽人

擔任插圖。

### 歌手、聲優等
- さゆり

女性，Sunshine Creation 34的「GRAZE」時開始參加Silver Forest的活動，直至現在。愛稱，是Silver Forest內的一名主要歌手，擔任大部分人聲歌曲的歌唱。
- アキ

女性，Comic Market 70的「東方円舞曲」時開始參加Silver Forest的活動。愛稱。
- Nano

女性，舊名義Nana，Sunshine Creation 32的「CHERRY PHANTASM」時開始參加Silver Forest的活動。Comic Market 72時將名義改為Nano。音域非常廣闊，從大人的聲音到蘿莉聲線也能夠靈活發揮出來。
- なつみ

女性，2008年8月左右開始參加Silver Forest的活動，直至現在。
- あやや

女性，Comic Market 75的時開始參加Silver Forest的活動，直至現在。

## 過去其他成員
- 久遠

Silver Forest早期的作曲、編曲人，退出Silver Forest之後作曲和編曲大部分都變成由NYO擔任。

### 歌手/聲優
- 加茂桃歌

女性。Comic Market 74的「Reincarnation」時開始參加Silver Forest的活動。
- まりな

女性，Comic Market 73的時曾經唱過專輯內其中兩曲。
- MAI

女性，Comic Market 70的時開始參加Silver Forest的活動，活躍於廣播劇配音。直至2008年6月為止仍有幫助單位擺設，最後一次參與專輯製作是在Comic Market 73的。
- Kana

女性，Comic Market 70的「東方円舞曲」時開始參加Silver Forest的活動，是歌唱的歌手，亦參與廣播劇配音。現時為止最後一次參與製作是在Comic Market 73的。
- きよみ

女性，Sunshine Creation 35的時參加過Silver Forest的活動一次。
- kiyo

女性。Comic Market 74的「Reincarnation」時合唱專輯內其中一首。

## 外部連結
- Silver Forest 官方網頁 （页面存档备份，存于） （日語）
- Silver Forest Twitter （页面存档备份，存于） （日語）
- Silver Forest的Youtube頻道 （页面存档备份，存于）